# Grönländische Badmintonmeisterschaft 2017
Die Grönländische Badmintonmeisterschaft 2017 fand vom 10. bis zum 15. April 2017 in Nuuk statt.

## Sieger und Platzierte
| Disziplin    | Gold                                  | Silber                            | Bronze                                  |
| ------------ | ------------------------------------- | --------------------------------- | --------------------------------------- |
| Herreneinzel | Jens Frederik Nielsen                 | Frederik Elsner                   | Henrik Jensen                           |
| Dameneinzel  | Sara L. Jacobsen                      | Milka Brønlund                    | Paninnguaq Davidsen                     |
| Herrendoppel | Jens Frederik Nielsen Frederik Elsner | Nikki E. Nathansen Michael Kleist | Sequssuna F. Schmidt Toke Ketwa Driefer |
| Damendoppel  | Susanne Wahlbom Sara L. Jacobsen      | Milka Brønlund Nina Høegh Møller  | Malu P. Degn Paninnguaq Davidsen        |
| Mixed        | Jens Frederik Nielsen Malu P. Degn    | Frederik Elsner Susanne Wahlbom   | Nikki E. Nathansen Paninnguaq Davidsen  |